# Schwardt
Die Schwardt ist eine Bezeichnung für eine Flur in Velbert (NRW), die auf dem Voßnacken, einem kammartigen Berghügel, in der Bauerschaft Richrath liegt. Im 13. und 14. Jahrhundert wurde von nachgeborenen Söhnen von einem der umliegenden Erbhöfe dort ein Kothen gebaut, wobei das heutige Gebäude deutlich jünger ist. Dieser Kothen wurde von sogenannten Köttern bewohnt und bewirtschaftet, wobei ein Kothen immer steinigere Felder hatte als einer der Erbhöfe, außerdem durfte er nicht mehr als ein Stück Vieh halten. Der Kothen "An der Schwardt" war abgabepflichtig an die Herrschaft Hardenberg.
1602, als die Türkensteuer existierte, musste der Kothen dreieinhalb Reichstaler an die Herrschaft Hardenberg zahlen.
Seit 1707 wurde an der Schwardt Unterricht für die Kinder der umliegenden Bauerschaften gehalten.. Später ging daraus unter anderem die 1789 gegründete Vossnacker Schule hervor.